# Joseph Lakanal

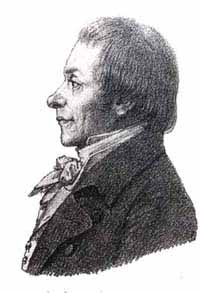
Joseph Lakanal Generalkommissar in Mainz

Joseph Lakanal (* 14. Juli 1762 in Serres-sur-Arget, Département Ariège; † 14. Februar 1845 in Paris) war ein französischer Politiker. Er reformierte das Schulwesen nachhaltig.

## Leben

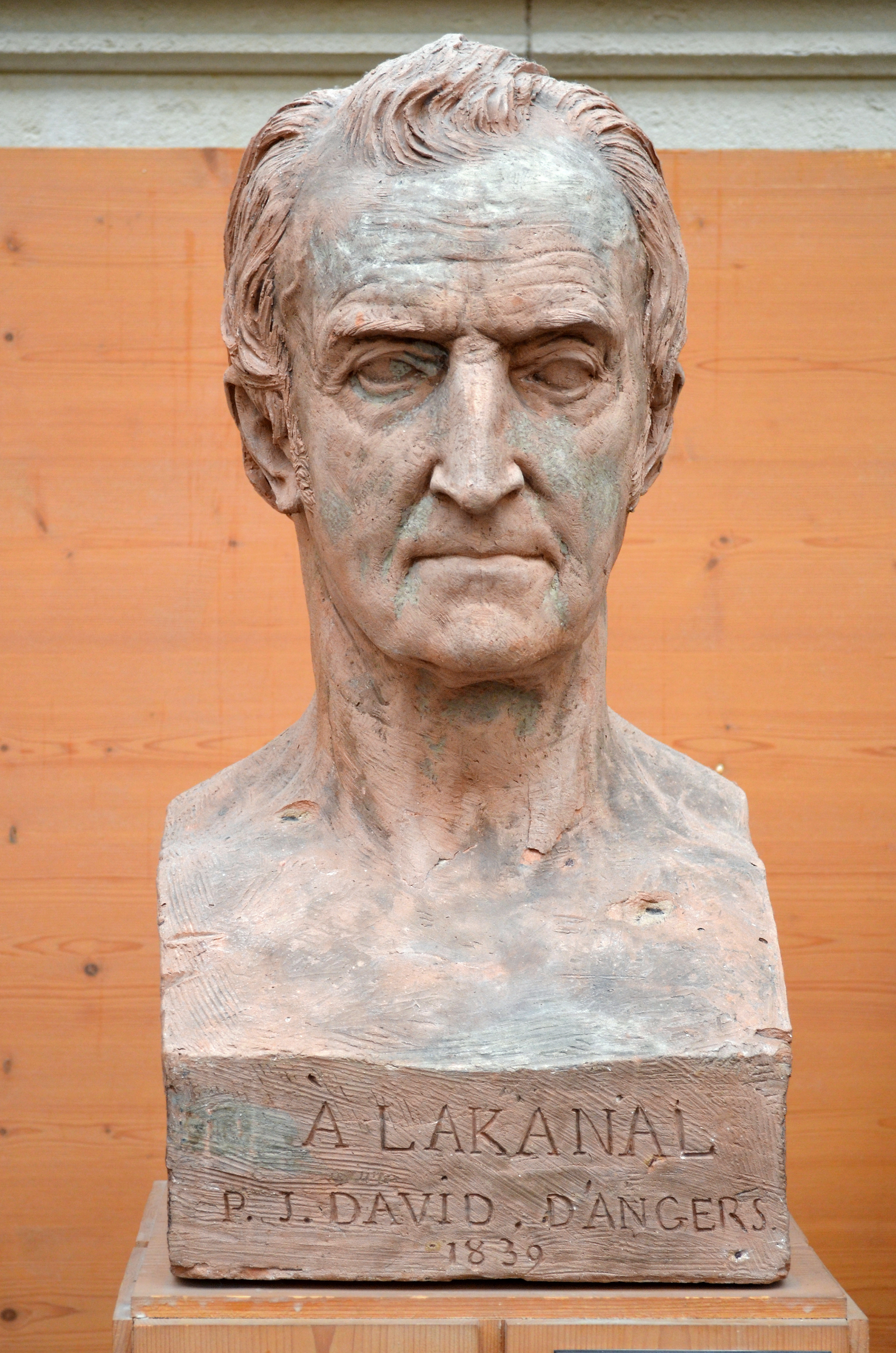
David d’Angers: Lakanal (1839).

Lakanal war Professor für zunächst Rhetorik und später Philosophie bei den Doktrinariern (Pères de la Doctrine Chrétienne) in verschiedenen Städten Frankreichs, bevor er sich der Französischen Revolution anschloss. Dort war er Abgeordneter für das Département Ariège im Nationalkonvent, wo er der Bergpartei angehörte, und stimmte für die Hinrichtung von Ludwig XVI.
Als Mitglied des Comité de l’Instruction publique (de: Komitee für die Öffentliche Bildung) des Nationalkonvents war Lakanal an der Veröffentlichung eines Berichts über die staatlichen Militärschulen beteiligt und bezeichnete die entsprechende Einrichtung in Paris als „eines der unausstehlichsten Monumente die der Despotismus zu Hochmut und Eitelkeit erzogen hat“. Es ist auch auf einen seiner Berichte zurückzuführen, dass der Nationalkonvent am 19. Juli 1794 die Eigentumsrechte von Autoren, Komponisten, Malern und Zeichnern an ihren Werken gesetzlich festlegte; er selbst veranlasste Claude Chappe, dem Erfinder des Telegrafen, den Titel eines Ingenieurs als Leutnant der Pioniere zu übergeben.

### Bildungspolitiker
Die Nachwelt hat ihm auch die Bewahrung des Jardin des Plantes, welchen er 1793 unter dem Namen Muséum national d’histoire naturelle reorganisieren ließ, zu verdanken. Auf seinen Vorschlag hin – Projet d’éducation nationale – beschloss der Nationalkonvent am 18. November 1794 die Gründung von 24.000 Grundschulen zur Verbesserung der Volksbildung und Reduzierung der Analphabetenquote. In 1795 ließ er den Konvent über die Organisation der Écoles normales (höhere Schule für Lehrer) und ein nationales Bildungsprojekt abstimmen. In diesem Zusammenhang entwickelte er eine Idee, die noch heute in der französischen Bildungsdebatte als Argument für den bezüglich des gesellschaftlichen Fortschritts wesentlichen Wert von Bildung aufgegriffen wird: „Allein die Analyse ist in der Lage das Verständnis aufs Neue zu erschaffen, und die Verbreitung ihrer Methodik wird die Ungleichheit der Erkenntnis zerstören.“
Weiterhin erstattete er dem Konvent Bericht über die Erschaffung einer École publique des langues orientales vivantes (de: Öffentliche Schule der lebenden Sprachen des Orients).
Erneut in den Rat der Fünfhundert wiedergewählt, erarbeitete Lakanal dort die grundlegenden Regeln für die Gründung eines nationalen Instituts, aus dem später das Institut de France hervorgehen sollte, und schlug eine Personenliste vor, die den Kern des Personals dieses Instituts stellen sollten, zu ergänzen durch zu wählende Mitglieder. Dieses Wissenschaftskorps sollte drei Bereiche beinhalten: der erste beschäftigte sich mit wissenschaftlicher Physik und Mathematik, der zweite mit Politikwissenschaft und Philosophie und der dritte mit Literatur und den schönen Künsten. Nach dessen Gründung wurde Lakanal als Mitglied des zweiten Bereichs gewählt und wurde Sekretär dieses Bereichs.

### Generalkommissar im Osten der Republik
Nachdem er zweimal hintereinander durch Seine-et-Oise zum Abgeordneten gewählt wurde, lehnt er 1798 das Amt ab. Ein Jahr später wurde er in der Funktion eines Regierungskommissar nach Mainz geschickt, um dort die neuen Departements, die in Folge des Ersten Koalitionskriegs Frankreich hinzugefügt worden waren, zu reorganisieren. 1799 übergab er Mathias Metternich das Amt des Polizeichefs, der ab Juni 1799 zusammen mit Lakanals Privatsekretär Jean Dagobert d’Aigrefeuille, auch Vorsteher eines Denunziationsbüros der französischen Administration wurde. Von 1795 bis 1816 war er Mitglied der Académie des Inscriptions et Belles-Lettres.

### Im Ersten Kaiserreich
Der Staatsstreich des 18. Brumaire VIII setzte seiner weiteren Tätigkeit in der Cisrhenanischen Republik ein Ende. Bonaparte selbst verfügte die Abberufung des leidenschaftlichen Republikaners. Im Ersten Kaiserreich nimmt er einen Lehrruf an den Lehrstuhl für alte Sprachen an der École centrale, heute Lycée Charlemagne, in der Rue Saint-Antoine an und erfüllt eine Lehrtätigkeit am Lycee Bonaparte als Ökonom. Schließlich übernimmt er 1809 den Posten des Inspektors für Gewichte und Maße, während er zeitgleich eine Ausgabe der Werke von Jean-Jacques Rousseau ausarbeitete und eine Abhandlung über die politische Ökonomie verfasste.

### Auswanderung

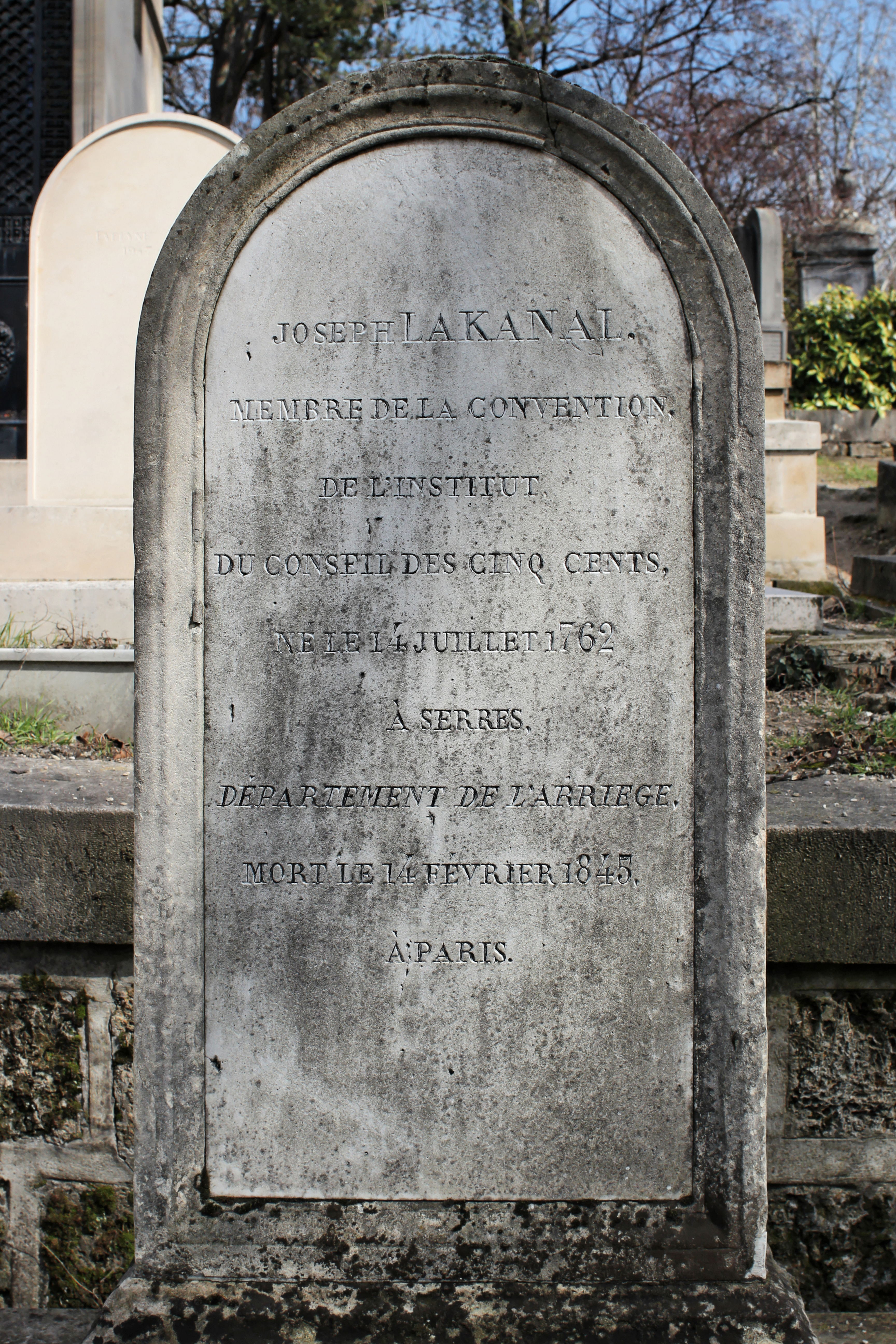
Lakanals Grab / Père Lachaise

Im Zuge der Restauration wandert er nach Amerika aus, wo er nach einigem Umherwandern Präsident der Universität von Louisiana in New Orleans wird, bevor er sich als Farmer in Alabama niederlässt. Dort gründen 1817 mehrere Hundert Flüchtlinge aus Santo Domingo, angeführt durch zwei Ex-Generäle Napoleon Bonapartes, die Vine and Olive Colony und erhalten für diesen Zweck 320 Quadratkilometer von der US-amerikanischen Regierung. Sehr schnell geben die Siedler den Oliven- und Weinanbau zugunsten der Produktion von Baumwolle auf und schreiben als einige der ersten Baumwollpflanzer der USA Geschichte.
Nach der Julirevolution von 1830 in Frankreich wartet Lakanal drei Jahre, bis sich die politische Lage stabilisiert hat, bevor er nach Paris zurückkehrt, wo er einen Sitz in der Académie des sciences morales et politiques erhält.
Lakanal stirbt schließlich am 14. Februar 1845 in Paris, seine junge Gemahlin und ihr junges Kind trotz seiner langen Karriere in ärmlichen Verhältnissen hinterlassend, und wird im Friedhof Père-Lachaise begraben. Sein Grab im 11. Abschnitt ist ein kostenloses Zugeständnis auf Anweisung des Präfekten vom 16. Februar 1847.

## Burg von Saint-Alvère
Die Burg von Sainte-Alvère, erst 1780 restauriert, wurde im Laufe der Revolution durch Joseph Lakanal niedergebrannt, als sie sich gerade im Besitz der Familie Lostanges befand.

## Schriften
- 1792: Opinion du citoyen Lakanal, député du département de l’Arriège à la Convention nationale, sur la question de savoir, Si Louis XVI peut être jugé?. A Paris: De l’Imprimerie nationale
- 1793: Décret sur le Jardin national des plantes, le cabinet d’histoire naturelle de Paris, du 10 juin 1793, l’an deuxième de la République. Précédé du rapport du citoyen Lakanal, député de l’Arriège à la Convention, membre du Comité d’instruction publique. Paris: De l’Imprimerie nationale
- 1793: Projet de décret au nom des Comités d’instruction publique, de la guerre, des finances et de la marine. Sur la réunion du 10 août. Paris: De l’Imprimerie nationale
- 1794: Rapport et projet de loi sur l’organisation des écoles primaires. Paris: De l’Imprimerie nationale
- 1794: Rapport sur l’établissement des écoles normales. Paris: De l’Imprimerie nationale
- 1794: Rapport. Sur J.J. Rousseau, fait au nom du Comité d’instruction publique, par Lakanal, dans la séance du 29 fructidor. Paris: De l’Imprimerie nationale
- 1794: Lakanal a ses collègues. Paris: De l’Imprimerie nationale
- 1795: Rapport sur les langues orientales, commerciales et diplomatiques. Fait au nom des Comités d’instruction publique et des finances. A Paris: De l’Imprimerie nationale
- 1796: Rapport et projet de réglement de l’Institut national. A Paris: De l’Imprimerie nationale
- 1796: Rapport fait au Conseil des cinq-cents. A Paris: De l’Imprimerie nationale
- 1838: Exposé sommaire des travaux de Joseph Lakanal. Paris: Typographie de Firmin Didot frères